# Маркиз де Сан-Мигель-дас-Пенас-и-ла-Мота
Маркиз де Сан-Мигель-дас-Пенас-и-ла-Мота — испанский дворянский титул. Он был создан 29 мая 1719 года королем Испании Филиппом V для Констанции Ариас Осорес Лемос и Ульоа (1669—1737), сеньоры де Сан-Мигель-дас-Пенас-и-ла-Мота и 6-й графини де Амаранте.
Название титула происходит от названия сеньории Сан-Мигель-дас-Пенас (Сан-Мигель-де-лас-Пенас), расположенной в муниципалитете Монтерросо, провинция Луго, автономное сообщество Галисия. Родоначальником рода Ариас был, по мнению некоторых историков, Ариас Гонсало, советник инфанты Урраки Леонской, королевы Саморы.
В 1985 году король Испании Хуан Карлос I восстановил маркизат для Виктории Евгении Фернандес де Кордовы и Фернандес де Энестросы (1917—2013), 18-й герцогини де Мединасели, которая стала 9-й маркизой де Сан-Мигель-дас-Пенас-и-ла-Мота.
В настоящее время титул находится в руках Виктории Елизаветы фон Гогенлоэ-Лангенбург и Шмидт-Полекс, 20-й герцогини де Мединасели (род. 1997), которая является 10-й маркизой де Сан-Мигель-дас-Пенас-и-ла-Мота.

## Маркизы де Сан-Мигель-дас-Пенас-и-ла-Мота
|                                                                  | Титул                                                          | Период                                                 |
| Креация создана в 1719 году королем Испании Филиппом V           | Креация создана в 1719 году королем Испании Филиппом V         | Креация создана в 1719 году королем Испании Филиппом V |
| ---------------------------------------------------------------- | -------------------------------------------------------------- | ------------------------------------------------------ |
| I                                                                | Констанция Ариас Осорес Лемос и Ульоа                          | 1719-1737                                              |
| II                                                               | Фернандо Гайосо Ариас Осорес                                   | 1737-1752                                              |
| III                                                              | Франсиско Гайосо и Боланьо                                     | 1752-1765                                              |
| IV                                                               | Доминго Гайосо де лос Кобос                                    | 1765-1803                                              |
| V                                                                | Хоакин Мария Гайосо де лос Кобос и Бермудес де Кастро          | 1803-1849                                              |
| VI                                                               | Мария де ла Энкарнасьон Гайосо де лос Кобос Тельес-Хирон       | 1858-1891                                              |
| VII                                                              | Франсиска де Борха Гайосо де лос Кобос и Севилья               | 1891-1926                                              |
| VIII                                                             | Касильда Фернандес де Энестроса и Гайосо де лос Кобос          | 1926-1983                                              |
| Титул восстановлен в 1985 году королем Испании Хуаном Карлосом I |                                                                |                                                        |
| IX                                                               | Виктория Евгения Фернандес де Кордова и Фернандес де Энестроса | 1985-2013                                              |
| X                                                                | Виктория Елизавета фон Гогенлоэ-Лангенбург и Шмидт-Полекс      | 2017 — настоящее время                                 |

## История маркизов де Сан-Мигель-дас-Пенас-и-ла-Мота
- Констанция Ариас Осорес Лемос и Ульоа (1669—1737), 1-я маркиза де Сан-Мигель-дас-Пенас-и-ла-Мота, 6-я графиня де Амаранте. Дочь Санчо Ариаса Конде де Табоада и Ульоа, сеньора де Сан-Мигель-дас-Пенас-и-ла-Мота (?-1677), и Хуаны Осорес, 4-й графини де Амаранте (?-1713), внучка Педро Ариаса Конде Табоада и Ульоа, сеньора де Сан-Мигель-дас-Пенас, и Эльвиры де Ульоа Рибаденейры Табоада, сеньоры де ла-Мота. В 1718 году после смерти своего бездетного брата Педро Ариаса Осореса, 5-го графа да Амаранте, Констанция Ариас унаследовал графский титул.

1. Супруг — Андрес Гайосо Нейра, 6-й сеньор де Ока (1670—1733). Ей наследовал в 1737 году их старший сын:

- Фернандо Гайосо Ариас Осорес (? — 1752), 2-й маркиз де Сан-Мигель-да-Пенас-и-ла-Мота, 7-й граф де Амаранте, сеньор де Ока.

1. Супруга — Мария Хосефа де лос Кобос Боланьо (1696—1767), маркиза де ла Пуэбла-де-Парга и сеньора де Жункейрас и Сильобре, дочь Томас де лос Кобоса и Луны, 2-го маркиза де ла Пуэбла-де-Парга. Ему наследовал в 1752 году их старший сын:

- Франсиско Гайосо и Боланьо (ок. 1735—1765), 3-й маркиз де Сан-Мигель-да-Пенас-и-ла-Мота, 8-й граф де Амаранте, сеньор де Ока. Бездетен, ему наследовал его младший брат:

- Доминго Гайосо де лос Кобос (1735—1803), 4-й маркиз де Сан-Мигель-дас-Пенас-и-ла-Мота, 9-й граф де Амаранте, маркиз де ла Пуэбла-де-Парга, маркиз де Камараса, граф де Рибадавия, граф де Рикла, граф де Кастрохерис, сеньор де Ока

1. Супруга — Анна Гертрудис Бермудес де Кастро и Табоада (1742—1799). Ему наследовал их сын:

- Хоакин Мария Гайосо де лос Кобос и Бермудес де Кастро (1778—1849), 5-й маркиз де Сан-Мигель-дас-Пенас-и-ла-Мота, 10-й граф де Амаренте, маркиз де ла Пуэбла-де-Парга, маркиз де Камараса, граф де Рибадавия, граф де Рикла, граф де Кастрохерис.

1. Супруга — Хосефа Мария Тельес-Хирон и Альфонсо-Пиментель (1783—1817), дочь Педро де Алькантары Тельес-Хирона и Пачеко, 9-го герцога де Осуна (1755—1807), и Марии Хосефы де ла Соледад Алонсо-Пиментель и Тельес-Хирон, 15-й графини де Бенавенте (1750—1834). Ему наследовал его дочь:

- Мария де ла Энкарнасьон Гайосо де лос Кобос Тельес-Хирон (1813—1891), 6-я маркиза де Сан-Мигель-дас-Пенас-и-ла-Мота.

1. Супруг — Мануэль Фернандес де Энестроса и Сантистебан (1822—1889). Их брак был бездетен. Ей наследовал её племянница:

- Франсиска де Борха Гайосо де лос Кобос и Севилья (1854—1926), 7-я маркиза де Сан-Мигель-дас-Пенас-и-ла-Мота, маркиза де Камараса. Дочь Хакобо Гайосо де лос Кобоса и Тельес-Хирона, 14-го маркиза де Камараса (1816—1871), и Анны Марии де Севилья и Вильянуэва (?-1861).

1. Супруг — Игнасио Фернандес де Энестроса и Ортис де Миньо, 8-й граф де Мориана-дель-Рио (1851—1934). Ей наследовал их дочь:

- Касильда Фернандес де Энестроса и Гайосо де лос Кобос (1887—1983), 8-я маркиза де Сан-Мигель-дас-Пенас-и-ла-Мота. Не была замужем и не имела детей.

Восстановление титула в 1985 году:
- Виктория Евгения Фернандес де Кордова и Фернандес де Энестроса (1917—2013), 9-я маркиза де Сан-Мигель-дас-Пенас-и-ла-Мота, 18-я герцогиня де Мединасели. Старшая дочь Луиса Фернандесе де Кордовы и Салаберта (1880—1956), 17-го герцога де Мединасели, от первого брака с Анной Марией Фернандес де Энестроса и Гайосо де лос Кобос (1879—1938). Внучка по материнской линии — Игнасио Фернандесе де Энестроса и Ортис де Мионьо, 8-го графа де Мориана-дель-Рио (1851—1934), и Франсиски де Борха Гайосо де лос Кобос и Севилья, 15-й маркизы де Камараса (1854—1926)

- Виктория Елизавета фон Гогенлоэ-Лангенбург и Шмидт-Полекс (род. 1997), 10-я маркиза де Сан-Мигель-дас-Пенас-и-ла-Мота, 20-я герцогиня де Мединасели, дочь принца Марко Гогенлоэ-Лангенбурга (1962—2016), и Сандры Шмидт-Полекс (род. 1968), внучка принца Макса фон Гогенлоэ-Лангенбурга (1931—1994), и Анны Луизы де Медина и Фернандес де Кордовы, 13-й маркизы де Наваэрмоса и 9-й графини де Офалия (1940—2012), единственной дочери Виктории Евгении Фернандес де Кордовы, 18-й герцогини де Мединасели (1917—2013).